# Faculté de théologie des Assemblées de Dieu
La Faculté de théologie des Assemblées de Dieu (FATAD) est un institut de théologie fondé en 1971 à Lomé, au Togo. Il est affilié aux Assemblées de Dieu. L'école offre des formations de théologie évangélique.

## Histoire
L’école est fondée en 1971 sous le nom de CSTAO par les Assemblées de Dieu ,. L’école a également porté le nom d’ESTAO avant d’être renommée Faculté de théologie des Assemblées de Dieu en 1994, avec l’adoption d’un programme de master.
En 2009, un partenariat est établi avec l’université de Lomé .
En 2019, Mark R. Turney devient le président de l’école.

## Programmes
L’école offre des programmes en théologie évangélique, dont la
licence et le master  ,,.